# ソーク族

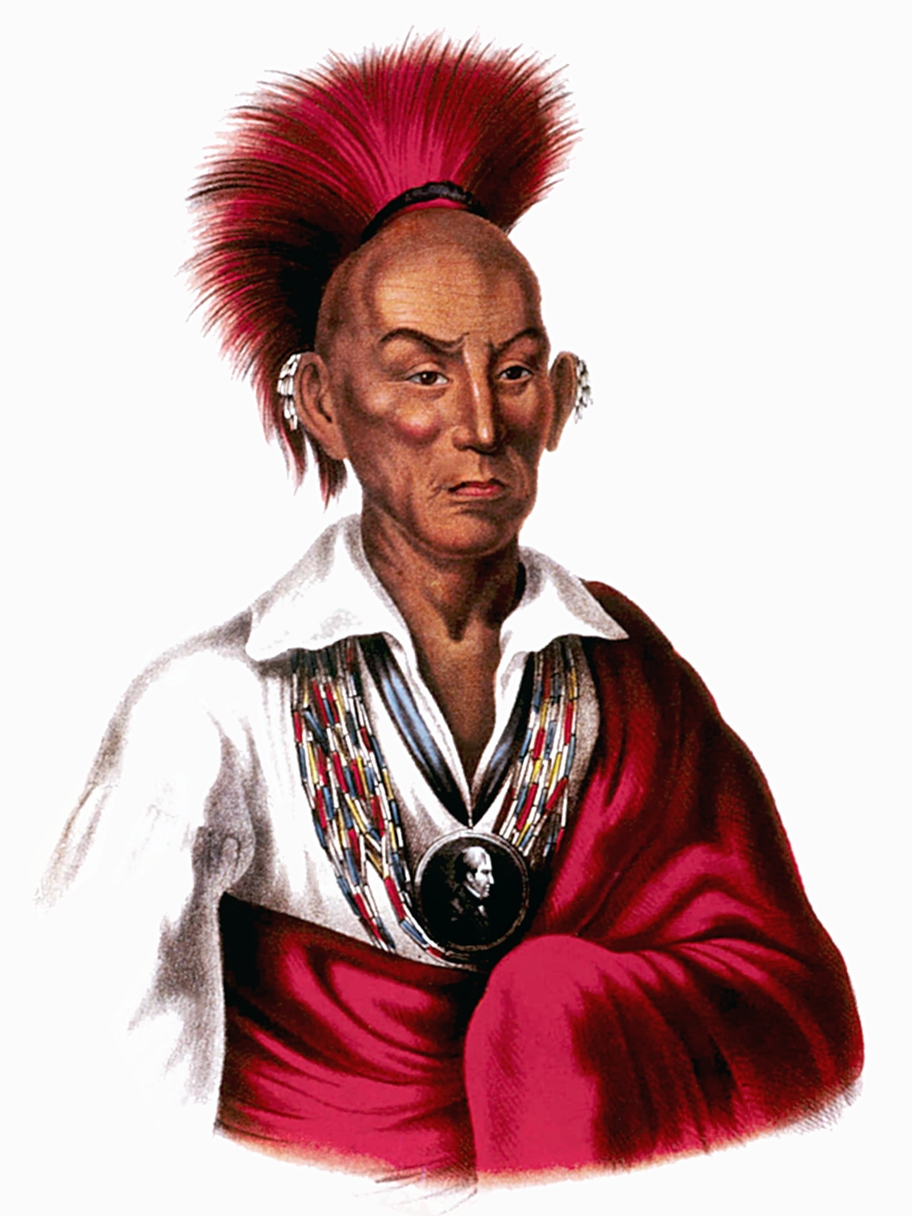
ブラック・ホーク酋長

ソーク族（英: Sac, Sauk）は、インディアン部族（アメリカの先住民族）のひとつである。正式には「アサキワキ族（黄色い大地の人々）」といい、これがなまって「サキ族（saki）」、「サック族（sac）」、「ソーク族」などと呼ばれている。「フォックス族」とは近縁で、緊密な提携を結んでおり、「ソーク＆フォックス」としてしばしば同一部族に数えられる。
もともとはウィスコンシンなど、北東部の森林部族だった。19世紀の白人による強制移住によって、現在はほとんどがオクラホマに定住させられている。
1834年、エイブラハム・リンカーンが、ホイッグ・民主党の連立候補としてイリノイ州下院議員に初当選。これにより、イリノイ州軍の大尉となりニュー・セーレムの連隊を率いた。結果、イリノイ州の圧倒的な勝利となり、ブラックホーク率いるソーク族は全滅に近い被害を出した。
ソーク族の格言
- 私の前を歩くな、私が従うとは限らない。
- 私の後を歩くな、私が導くとは限らない。
- 私と共に歩け、私たちはひとつなのだから。